# Raoul Walton
Raoul Walton (* 25. Juni 1959 in New York City, USA) ist ein amerikanischer Musiker, Songwriter und Musikproduzent.

## Leben und Wirken
Walton, geboren in Manhattan und aufgewachsen in der Bronx, begann mit 13 Jahren ein Kunst- und Malerei-Studium auf der Fiorello H. La Guardia High School for the Music and Arts in New York. Durch einen gemeinsamen Freund auf der Schule, der Bassist war, kam er zum Bassspielen. Daraufhin entschloss sich Walton für ein Musikstudium auf dem Kontrabass. Bereits während seiner Studienzeit spielt er mit Kenny Kirkland, Marcus Miller, Tito Puente oder Sam Rivers zusammen. Mit 19 Jahren absolvierte er seine erste Tournee in Europa mit der schweizerischen Band Kjol. 1982 zog Walton endgültig nach Europa, nach Luzern. Zwischen 1979 und 1984 arbeitete er als Bassist mit Musikern wie Christy Doran, Dave Doran, Heinz Affolter, Brigeen Doran, Fredy Studer, Stephan Wittwer und Vladyslav Sendecki zusammen.
Im Laufe der Jahre entwickelte Walton sich zu einem gefragten Bassisten. 1984 zog er nach Düsseldorf und begann eine Zusammenarbeit mit dem Produzenten Conny Plank. Er spielte für ihn mehrere Plattenproduktionen ein, unter anderem für Gabi Delgado, Arno Steffen, Belfegore, Gianna Nannini, La Düsseldorf, Bodo Steiger und Whoudini.
Im Zeitraum von 1985 bis 1993 spielte Walton für den Produzenten René Tinner Musikproduktionen für The Jewelers, Julian Dawson, Mona Mur, Helmut Zerlett und mehrere Alben für Marius Müller-Westernhagen. 1995 begann er für das Münchner Produzententeam Milk & Sugar als Bassist Alben einzuspielen. Ab 1990 spielte er mit den Rainbirds mehrere Tourneen und auch Alben ein, sowie ebenso mit Heinz-Rudolf Kunze und Twelve Drummers Drumming.
Daneben initiierte Walton eigene Projekte wie Loophole, Never Ending Beginning und Wei-Chi. Dessen Debütalbum One I, Two Eyes, an dem auch die Sängerin Merit Ostermann beteiligt war, erschien im Herbst 2004 bei Compost Records.
2004 stieg Walton zudem bei der Band von Andrew Roachford ein. Er spielt außerdem für Julia Neigel. 2018 arbeitete er u. a. mit Axel Kroell, Matthias Lindermayr und Valentin Preißler im Musikerkollektiv Evolution 8.
Laut Eigenangabe zählen unter anderem Stanley Clarke, Led Zeppelin, Miles Davis, Brian Eno und George Clinton zu seinen musikalischen Vorbildern.